# Вейнань
Вейнань (кит. спр. 渭南市, піньїнь: Wèinán Shì) — місто-округ в китайській провінції Шеньсі. 

## Географія
Вейнань розташовується у центрально-східній частині провінції.

### Клімат
Місто знаходиться у зоні, котра характеризується вологим субтропічним кліматом. Найтепліший місяць — липень із середньою температурою 27.1 °C (80.8 °F). Найхолодніший місяць — січень, із середньою температурою 0.3 °С (32.5 °F).
| Клімат Вейнаня          | Клімат Вейнаня | Клімат Вейнаня | Клімат Вейнаня | Клімат Вейнаня | Клімат Вейнаня | Клімат Вейнаня | Клімат Вейнаня | Клімат Вейнаня | Клімат Вейнаня | Клімат Вейнаня | Клімат Вейнаня | Клімат Вейнаня | Клімат Вейнаня |
| Показник                | Січ.           | Лют.           | Бер.           | Квіт.          | Трав.          | Черв.          | Лип.           | Серп.          | Вер.           | Жовт.          | Лист.          | Груд.          | Рік            |
| Середня температура, °C | 0,3            | 3              | 8,9            | 15,2           | 20,4           | 25,4           | 27,1           | 26,3           | 20,4           | 14,9           | 7,8            | 1,6            | 14,3           |
| Норма опадів, мм        | 6.5            | 10.6           | 28             | 47.7           | 63.7           | 59.8           | 107.7          | 96.9           | 99             | 63.5           | 27.2           | 6              | 616.6          |
| Днів з опадами          | 3,5            | 4,6            | 6,5            | 8,9            | 9,2            | 8,3            | 11,5           | 10             | 12,8           | 10,7           | 7,6            | 3,3            | 96,9           |
| Вологість повітря, %    | 60.7           | 60.7           | 61.6           | 64.1           | 64.4           | 58.3           | 70             | 72.2           | 76             | 74.2           | 72.2           | 65.8           | 66.7           |
| ----------------------- | -------------- | -------------- | -------------- | -------------- | -------------- | -------------- | -------------- | -------------- | -------------- | -------------- | -------------- | -------------- | -------------- |
| Джерело: Weatherbase    |                |                |                |                |                |                |                |                |                |                |                |                |                |